# Parafia św. Matrony w Port Heiden
Parafia św. Matrony – parafia prawosławna w Port Heiden, w dekanacie Unalaska diecezji Alaski Kościoła Prawosławnego w Ameryce.